# Comtat de Ruchesloh
El comtat de Ruchesloh fou una jurisdicció feudal del regne dels Francs i després del Sacre Imperi Romanogermànic que apareix ja al segle viii i IX al pagus lare (Lohra Gau) al Hessengau central. El centre del comtat un lloc anomenat Retschloh (és a dir Ruchesloh) al Oberweimar incloent l'Església de Sant Martí on s'exercia també la baixa justícia. El comtat s'estenia fins a l'Amöneburger i a la muntanya Vogelsberg i sembla haver ocupat aproximadament l'espai del posterior comtat de l'Ohm al Lahngau. El comtat de Ruchesloh era possiblement només un comtat inferior; s'esmenta a documents contemporanis de Centen (Districtes de centúria) en l'àrea al voltant d'Amöneburg, Buseck, Ebsdorf, Gladenbach, Homberg an der Ohm, Kirchberg, Kirtorf, Lohra, Londorf, Merlau i Reizberg (al voltant del Niederweimar).
El comtat estava al segle XI en mans del llinatge dels Werner (vegeu comtat de Gröningen), que després es va extingir el 1121 passant en part als senyors de Merenberg que governaven al castell de Gleiberg, i en part al Comtat de Bilstein; aquesta part va anar a parar llavors al landgravis de Turíngia per herència. Els Gleiberger venien els seus drets el 15 de desembre de 1237 a l'arquebisbe Sigfrid III de Magúncia, el que va iniciar una llarga baralla llarga entre l'arquebisbat i els landgravis d'Hessen.